# Noorse Vereniging voor de rechten van de vrouw
De Noorse Vereniging voor de Rechten van de Vrouw (Noors: Norsk Kvinnesaksforening, NKF) is een feministische organisatie die strijdt voor de emancipatie van vrouwen en gendergelijkheid. NKF is een democratische, nationale ledenorganisatie met lokale vestigingen in Bergen, Oslo, Drammen en Fredrikstad. De NFK is niet partij gebonden en lidmaatschap staat open voor vrouwen en mannen.
De huidige doelstelling van de vereniging luidt als volgt: " De Noorse Vereniging voor de Rechten van de Vrouw strijdt tegen factoren die bijdragen aan het creëren of handhaven van attitudes, wetten en regels die vrouwen discrimineren en die emancipatie van vrouwen en gendergelijkheid tegenhouden".

## Geschiedenis
De Noorse Vereniging voor de Rechten van de Vrouw werd opgericht in 1884 en is de oudste vrouwenorganisatie van Noorwegen. De oprichters waren lerares Gina Krog en redacteur en parlementair lid Hagbart Berner. Andere opmerkelijke leiders van de NKF zijn Anna Bugge Wicksell, Margarete Bonnevie en Eva Kolstad.
In de eerste jaren vocht de NFK voor onderwijs en het verbeteren van de financiële situatie van vrouwen. De vereniging streed tegen prostitutie en geweld tegen vrouwen en voerde campagne voor sterkere politieke invloed. Tot 1913 was de strijd voor het recht om te stemmen een centraal punt. Andere belangrijke thema's door de jaren heen zijn het recht om te werken (1930), het opheffen van de wet gezamenlijke aanslag (1950), het recht op gelijke onderwijskansen (1960) en de oprichting van de Gender Equality Council (1970).